# 明治神宮棒球大會
明治神宮棒球大會，或譯為明治神宮棒球大賽，常被簡稱為明治神宮大會，是日本每年11月於明治神宮棒球場舉行的全國學生棒球聯賽之一，分為高中組及大學組，由明治神宮與日本學生棒球協會共同主辦。
賽事名稱上，除每五屆會使用一次「紀念大會」之名，在明治神宮鎮座滿十的倍數年時會冠上「明治神宮鎮座〇〇年紀念」之名，在明治神宮外苑成立滿五的倍數年時會冠上「明治神宮外苑創建〇〇年紀念」之名，在明治天皇誕生後滿十的倍數年時會冠上「明治天皇御生誕〇〇年紀念」之名，在明治維新後滿十的倍數年時會冠上「明治維新〇〇年紀念」之名。
高中組賽事由全日本十個秋季地區大會的優勝球隊參加，獲得高中組優勝學校的所在地區，將在隔年三月舉行的選拔高等學校棒球大會的地區選拔中增加一個出賽名額。
大學組賽事則是由全日本大學棒球聯盟的各地大學棒球聯盟組成的11個秋季大會分區，由優勝球隊代表參加，此賽事並與每年春季舉辦的全日本大學棒球錦標賽一同被視為日本大學棒球最主要的兩場全國賽事。

## 歷史
明治神宮棒球場從1946年開始即固定舉辦日本學生棒球協會結成紀念棒球大會，最初是由東京六大學棒球聯盟與日本其他地區聯盟的代表校參加，後來逐漸發展為日本全國大學及高中的棒球賽事，但此項賽事於1964年停辦。
1968年為慶祝明治維新百周年紀念，在明治神宮棒球場舉行了明治維新百年紀念明治神宮棒球大會，分別邀請當時的八個大學棒球聯盟代表、十一個高中地區賽事代表，及東京都和神奈川縣社會人球隊代表隊參加，此項賽事成為之後開始在明治神宮棒球場舉辦固定學生棒球賽事的契機。
1970年明治神宮為紀念鎮座50年，舉行「明治神宮鎮座50周年奉納棒球大會」，最初只有大學組賽事，同樣邀請當時各地大學棒球聯盟代表參賽，隔年起由於成為固定學生賽事，更名為「明治神宮棒球大會」，在1973年第四屆賽事起增加高中組賽事，邀請各地區賽事代表參加。
1988年日本社會因昭和天皇病情惡化進入「自肅」狀態，原定該第年舉辦的19屆賽事因而停辦。2021年的第51屆賽事也因2019冠状病毒病疫情而停辦。

## 備註
1. ↑  明治神宮於1920年成立。
2. ↑  明治神宮外苑於1926年啟用。
3. ↑  明治天皇出生於1852年。
4. ↑  一般以1868年作為明治維新的發生年分。

## 外部連結
- （日語） 日本學生棒球協會 （页面存档备份，存于）